# Arcadio Arteaga
Arcadio Arteaga Oñate, Quirico Arteaga, fue un futbolista y entrenador español nacido en Bilbao el 6 de diciembre de 1902. Se desconoce la fecha de fallecimiento. Jugó como centrocampista.

## Jugador
Los dos primeros años de su trayectoria deportiva tuvieron lugar en el Erandio Club, pasando en 1924 a formar parte de la primera plantilla del Athletic de Bilbao. Su debut oficial con el conjunto bilbaíno tuvo lugar el 11 de octubre de 1925, en el encuentro que el Athletic ganó por 0-5 al Sestao Sport Club. Permaneció en el Athletic Club hasta 1928, disputando con el conjunto vasco 9 partidos de Copa y 25 del Campeonato Regional de Vizcaya, campeonato que ganó en tres ocasiones (1925/26, 1926/27 y 1927/28).
En 1928 fichó por el Atlético de Madrid (entonces Athletic de Madrid). Ese año se inicia el Campeonato Nacional de Liga, y Arteaga debuta con el equipo colchonero en la Primera División.
Con el Atlético de Madrid jugaría durante cuatro temporadas, las dos últimas en Segunda División, colgando las botas al final de esta última, en 1932. Jugó un total de 104 partidos oficiales (56 de Liga, 11 de Copa y 37 del Campeonato Regional). Marcó tan solo un gol, curiosamente en su primer partido oficial como colchonero, el disputado el 16 de septiembre de 1928 en la primera jornada del Campeonato Regional Centro ante el Club Deportivo Nacional, que finalizó con victoria rojiblanca por 3-1, marcando Arteaga el último de los goles del Atlético.
En el conjunto madrileño formó una recordada línea media con Santos y Ordóñez.

## Entrenador
Finalizada su carrera como futbolista, Arteaga siguió vinculado al Atlético de Madrid, club que llegó a dirigir como entrenador al final de la temporada 1932/33.
Tras abandonar el club rojiblanco, sería entrenador de otro conjunto madrileño, la Agrupación Deportiva Ferroviaria, fichando en 1936 por el Badajoz Foot-ball Club.
Tras la Guerra Civil dirige al Recreativo de Huelva en la temporada 1940/41, de donde pasaría a la Unión Deportiva Salamanca, club al que entrena en las temporadas 1941/42 y 1942/43 en Segunda División. La primera de ellas se convertiría en el primer entrenador en disputar con los salmantinos una promoción de ascenso a Primera División. Dirigió a la SD Ceuta en la temporada 1943-44 en Segunda División.
Su siguiente equipo será el Real Valladolid, que milita en la Tercera División en la temporada 1944/45.
En 1945 su nombre llega a ser barajado para nombrarle como Seleccionador Nacional, aunque finalmente no es elegido para el puesto, que pasa a desempeñar Jacinto Quincoces.
En 1946 rechaza entrenar al Cartagena F.C., aceptando la oferta del CD Logroñés, al que entrenará, en Tercera División, la temporada 1946/47.
A partir de ese momento no hay más referencias de su carrera deportiva, ni consta la fecha en la que tuvo lugar su fallecimiento.
Su nombre no figura tampoco entre los que, a partir de 1949, obtuvieron el título de entrenador en España.

## Estadísticas

### Jugador
Actualizado al último partido jugado el 10 de abril de 1932.
| Club | Div.          | Temporada     | Liga  | Liga  | Copa(1) | Copa(1) | Campeonato regional(2) | Campeonato regional(2) | Total(3) | Total(3) |
| Club | Div.          | Temporada     | Part. | Goles | Part.   | Goles   | Part.                  | Goles                  | Part.    | Goles    |
| --- | ------------- | ------------- | ----- | ----- | ------- | ------- | ---------------------- | ---------------------- | -------- | -------- |
| SD Erandio Club · España |               |               |       |       |         |         |                        |                        |          |          |
| | 1922/23       |               |       |       |         |         |                        |                        |          |          |
| 1923/24 |               |               |       |       |         |         |                        |                        |          |          |
| Total club |               |               |       |       |         |         |                        |                        |          |          |
| Athletic Club · España |               |               |       |       |         |         |                        |                        |          |          |
| | 1924/25       |               |       | 0     | 0       | 0       | 0                      | 0                      | 0        |          |
| 1925/26 |               |               | 4     | 0     | 10      | 0       | 14                     | 0                      |          |          |
| 1926/27 |               |               | 3     | 0     | 9       | 0       | 12                     | 0                      |          |          |
| 1927/28 |               |               | 2     | 0     | 6       | 0       | 8                      | 0                      |          |          |
| Total club | Total club    |               |       | 9     | 0       | 25      | 0                      | 34                     | 0        |          |
| 1ª Div. |               |               |       |       |         |         |                        |                        |          |          |
| Athletic de Madrid · España | 1928/29       | 18            |       | 6     |         | 8       | 1                      | 32                     | 1        |          |
| Athletic de Madrid · España | 1929/30       | 18            |       | 2     |         | 8       |                        | 28                     | 0        |          |
| Athletic de Madrid · España | 2ª Div.       | 1930/31       | 16    |       | 2       |         | 10                     |                        | 28       | 0        |
| Athletic de Madrid · España | 2ª Div.       | 1931/32       | 4     |       | 1       |         | 11                     |                        | 16       | 0        |
| Athletic de Madrid · España | Total club    | Total club    | 56    | 0     | 11      | 0       | 37                     | 1                      | 104      | 1        |
| Total carrera | Total carrera | Total carrera | 56    | 0     | 11      | 0       | 37                     | 1                      | 104      | 1        |
| (1) Copa del Rey hasta 1930. Copa del Presidente de la República en 1931 y 1932. (2) Campeonato Regional de Vizcaya, Campeonato Regional Centro (hasta 1931), Campeonato Mancomunado Centro-Aragón (1931/32). (3) No se incluyen datos de partidos amistosos. |               |               |       |       |         |         |                        |                        |          |          |

### Entrenador
| Club                   | Años      |
| ---------------------- | --------- |
| Athletic de Madrid     | 1932      |
| AD Ferroviaria         | 1935      |
| Badajoz Foot-ball Club | 1936      |
| Recreativo de Huelva   | 1940-1941 |
| UD Salamanca           | 1941-1943 |
| Real Valladolid        | 1944-1945 |
| CD Logroñés            | 1946-1947 |

## Palmarés
- 3 Campeonatos regionales de Vizcaya: 1925/26, 1926/27 y 1927/28. (Los tres, como jugador, con el Athletic Club).
- Subcampeón Copa Real Federación Española de Fútbol: 1945 (Como entrenador del Real Valladolid).